# 鬼平犯科帳 (中村吉右衛門)
二代目中村吉右衛門主演・『鬼平犯科帳』（おにへいはんかちょう）は、フジテレビ系列で1989年7月より放映されていたテレビ時代劇である。

## 概要
火付盗賊改方長官・長谷川平蔵を主人公とする捕物帳で、あらゆる難事件を鬼の平蔵こと長谷川平蔵を中心に火付盗賊改方の役人と密偵たちが解決していくというものである。かつて、吉右衛門の実父である八世松本幸四郎の当たり役であり、父子二代で演じ継がれることとなった 。

## 放送期間
- 第1シリーズから第8シリーズまで毎週水曜20時 - 20時54分に放送。
- 第9シリーズが毎週火曜19時59分 - 20時54分に放送。同シリーズを最後にレギュラー放送は終了。
- 平成元年から平成13年までの13年間の第9シリーズまで全138話放送。
- 第1シリーズから第6シリーズ第5話まで放送原版（本放送時のマザーVTR）は1吋CタイプアナログVTR、第6シリーズ第6話から第9シリーズの放送原版はD-2デジタルVTR。BSフジに於ける再放送時のマザーVTRは全てHDCAM-VTRに統一。地方向け・再放送時の番組販売用マザーは放送原版（1吋CタイプVTR、D-2デジタルVTR）からダビングしたデジタルベータカムとHDCAM-VTRに統一されている。
- 1995年に「鬼平犯科帳 劇場版」が公開。
- スペシャルドラマが2005年から2016年まで、『金曜エンタテイメント』→『金曜プレステージ』→『赤と黒のゲキジョー』→『金曜プレミアム』→『土曜プレミアム』で定期的に放送されていた。
- 2016年12月2日、3日に前後編2本で放送の『鬼平犯科帳スペシャル』（シリーズ150本目）をもってシリーズ終了となった[1]。

## 主なスタッフ
- 原作：池波正太郎（「オール読物」連載、文藝春秋・刊）
- 企画：市川久夫、能村庸一、鈴木哲夫、遠藤龍之介
- 脚本：野上龍雄（23回）、安倍徹郎（22回）、田坂啓（18回）、下飯坂菊馬（16回）、井手雅人（12回）、櫻井康裕（10回）、安藤日出男（9回）、古田求（同）、小川英（6回）、金子成人（同） 他
- 音楽：津島利章
- 監督：小野田嘉幹（52本）、高瀬昌弘（42本）、吉田啓一郎（7本）、三村晴彦（6本）、舛田明廣（5本）、井上昭（同）、大洲斉（4本）、原田雄一（同）、加島幹也（同）、杉村六郎（3本）、貞永方久（同）、富永卓二（同）、酒井信行（同）、石原興（同） 他
- 撮影：伊佐山 巌 他
- 現像・VTR編集：IMAGICA、キッズカンパニー 他
- 制作協力:京都映画→松竹京都映画
- 制作：フジテレビ、松竹

## レギュラー出演者

### 火付盗賊改方
- 長谷川平蔵：二代目中村吉右衛門

与力
- 佐嶋忠介：高橋悦史（第1シリーズ〜第6シリーズ、劇場版、以後代役なし）
- 天野甚造：御木本伸介（第1シリーズ〜第6シリーズ、劇場版、以後代役なし／萬屋版でも同じ役を務めている）
- 小林金弥：三代目中村歌昇（現・三代目中村又五郎）（第7シリーズ〜）

同心
- 酒井祐助：篠田三郎（第1シリーズ）→柴俊夫（第2シリーズ第2話から登場）→勝野洋（第3シリーズ〜）
- 木村忠吾：尾美としのり
- 小柳安五郎：香川照之（第1シリーズ〜第2シリーズ）→谷口高史（スペシャル版 『雨引の文五郎』〜）
- 沢田小平次：真田健一郎（第1シリーズ〜スペシャル版 『引き込み女』、以後代役なし）
- 山田市太郎：小野田真之（三ツ矢真之→辻政宏と改名）
- 竹内孫四郎：中村吉三郎
- 山崎国之進：中村吉次（現・二代目中村吉五郎）※一部放送分において、エンドロールにて「出崎国之進」のテロップが掲出されているものがある。
- 村松忠之進：沼田爆（第1シリーズ第3話から登場、劇場版には未出演）
- 松永弥四郎：宮川不二夫（不破三四郎→不破龍彦と改名）（第2シリーズ〜）
- 原田一之進：木村栄（第5シリーズ〜）
- 三井忠次郎：中村吉之助（現・三代目中村吉之丞）（第7シリーズ〜）
- 同心：中村吉弥（第7シリーズ〜）
- 同心：中村吉六（第7シリーズ〜）

### 密偵
- 伊三次：三浦浩一（劇場版には未出演）
- 相模の彦十：三代目江戸家猫八（第1シリーズ第2話〜第9シリーズ）→長門裕之（スペシャル版 『一本眉』〜スペシャル版 『高萩の捨五郎』、以後代役なし）
- 小房の粂八：蟹江敬三（第1シリーズ第4話〜スペシャル版『見張りの糸』、以後代役なし）
- おまさ：梶芽衣子（第1シリーズ第5話〜）
- 大滝の五郎蔵：綿引勝彦（第1シリーズ第21話〜）

### 親族・知人
親族
- 長谷川久栄（平蔵の妻）：多岐川裕美
- 長谷川辰蔵宣義（平蔵の嫡男）：長尾豪二郎（第1シリーズ〜第5シリーズ）→東根作寿英（劇場版）
- 三沢仙右衛門（従兄）：北村和夫（第1シリーズ〜第4シリーズ）→橋爪功（スペシャル版『山吹屋お勝』）

知人ほか
- 京極備前守高久：仲谷昇（第1シリーズ〜第8シリーズ）→橋爪功（ファイナル『五年目の客／雲竜剣』）
- 岸井左馬之助：江守徹（第1シリーズ第2話〜第2シリーズ）→竜雷太（第5シリーズ〜第6シリーズ）
- 五鉄の亭主・三次郎：藤巻潤（藤巻は、萬屋版で小房の粂八を演じている）
- 笹やのお熊：北林谷栄（第1シリーズ）→五月晴子（第4シリーズ〜第6シリーズ）
- 井関録之助：夏八木勲（第2シリーズ第4話〜第7シリーズ）
- およね：池波志乃（第2シリーズ第9話〜第7シリーズ）
- おとき：江戸家まねき猫（第3シリーズ〜）

## 第1シリーズ
（1989年7月12日 - 1990年2月21日、1990年4月4日、フジテレビ系 水曜20時台時代劇枠）(平均視聴率16.5%)
- 第1話「暗剣白梅香」（1989年7月12日）（視聴率[3]16.1%）
  - おえん - 西川峰子
  - 三の松平十 - 二代目中村又五郎
  - 丸太橋の与平次 - 中田浩二
  - 甚兵衛 - 芝本正
  - 藤山喜子、宮本毬子、諸木淳郎、辻喬次郎、三星登史子
  - 利右衛門 / 森為之助 - 牟田悌三
  - 金子半四郎 - 近藤正臣

- 第2話「本所・櫻屋敷」（1989年7月19日）（視聴率14.4%）
  - おふさ - 萬田久子
  - 小川や梅吉 - 遠藤征慈
  - 服部角之助 - 水澤心吾
  - 丑五郎 - 木場勝己
  - 有川正治、日高久、中村正、財津吉浩
  - 中塚和代、三笠敬子、鈴木芳美、松下美智代

- 第3話「蛇の眼」（原作：「座頭と猿」「蛇の眼」）（1989年7月26日）（視聴率15.2%）
  - 同心・小野十蔵 - 柄本明
  - 白玉屋紋蔵 - 誠直也
  - おその - 松居一代
  - 鶉の徳太郎 - 重田尚彦
  - 屋台の親父 - 千葉保
  - 五十海の権平 - 山本弘
  - 武井三二
  - 稲田龍雄、平井靖、福中勢至郎、久保田靖子
  - 彦の市 - 山田吾一
  - 蛇の平十郎 - 石橋蓮司

- 第4話「血頭の丹兵衛」（1989年8月2日）（視聴率13.4%）
  - 血頭の丹兵衛 - 日下武史
  - 長次 - 鹿出俊之輔
  - お六 - 村上理子
  - 国田栄弥、小峰隆司、松尾勝人、河本忠夫
  - 福山龍次、河南万里子、前田由美、春日悦子
  - 同心・小野十蔵 - 柄本明
  - 蓑火の喜之助 - 島田正吾

- 第5話「血闘」（1989年8月9日）（視聴率14.2%）
  - 三井伝七郎 - 岩尾正隆
  - 堀場陣内 - 唐沢民賢
  - 茶店の亭主 - 北見唯一
  - 手下 - 勝野賢三
  - 忠助 - 西園寺章雄
  - 札差し - 久賀大雅
  - 東悦次、松本麗花、柴田美穂
  - 岡田照幸、高市好行、深作覚、岡田和範、重伸幸
  - 吉間の仁三郎 - 磯部勉

- 第6話「むっつり十蔵」（原作：「唖の十蔵」）（1989年8月16日）（視聴率15.1%）
  - おふじ - 竹井みどり
  - 夜鳥の仙吉 - 宮内洋
  - 掛川の太平 - 浜田晃
  - おいそ - 柳綾稀子
  - 助次郎 - 河野実
  - 浜伸二、伊波一夫、田辺ひとみ
  - 同心・小野十蔵 - 柄本明

- 第7話「明神の次郎吉」（1989年8月30日）（視聴率14.3%）
  - 明神の次郎吉 - ガッツ石松
  - 宗円 - 徳田興人
  - 春慶寺の住職 - 松田明
  - 丸尾好宏、鳴尾よね子
  - 櫛山の武兵衛 - 土屋嘉男

- 第8話「さむらい松五郎」（1989年9月6日）（視聴率15.1%）
  - 須坂の峰蔵 - 赤塚真人
  - おちょう - 石倭裕子
  - お兼 - 速水典子
  - 阿久津 - 小池雄介
  - 赤尾の清兵衛 - 平井靖
  - 大迫英喜、明石恵子、恋塚ゆうき
  - ろくろ首の藤七 - 深江章喜
  - 同心・山口平吉 / さむらい松五郎 - 五代目坂東八十助

- 第9話「兇賊」（1989年9月13日）（視聴率17.8%）
  - 網切の甚五郎 - 青木義朗
  - 文挟の友吉 - 江幡高志
  - 寺下貞信、久賀大雅、前川恵美子
  - 諸木淳郎、松本圭昌、秋元大幸
  - おしづ - 風間舞子
  - 鷺原の九平 - 米倉斉加年

- 第10話「一本眉」（原作「墨つぼの孫八」「一本眉」）（1989年9月20日）（視聴率14.7%）
  - 馬返しの与吉 - 尾藤イサオ
  - 倉渕の佐喜蔵 - 藤岡重慶
  - 徳田興人、駒田真紀
  - 中嶋俊一、西村正樹、吉長恵子
  - 清洲の甚五郎 - 芦田伸介

- 第11話「狐火」（1989年9月27日）（視聴率13.3%）
  - 狐火勇五郎 - 速水亮
  - 文吉 - 伊藤高
  - お久 - 池田純子
  - 山田屋孫兵衛 - 伝法三千雄
  - 岡村有佳理、伊波一夫
  - 瀬戸川の源七 - 垂水悟郎

- 第12話「兇剣」（スペシャル）（原作：「兇剣」「艶婦の毒」）（1989年10月11日）（視聴率18.7%）
  - 浦部彦太郎 - 井川比佐志
  - およね - 長谷川真弓
  - 大河内一平 - 大前均
  - 白狐の谷松 - 松崎真
  - 猫鳥の伝五郎 - 粟津號
  - 溝田繁、滝譲二、真田実
  - 山口博義、五代百絵、松尾勝人、和泉敬子
  - 高津の玄丹 - 藤岡琢也
  - 藤川真由美、上田真理、春木みさよ、滝野貴之
  - 小川敏明、鶴山知之、太田雅之、剣持誠、山口年美

- 第13話「笹やのお熊」（1989年10月18日）（視聴率16.4%）
  - 荒尾の庄八 - 早川純一
  - 庄八の女房 - 田畑ゆり
  - 今市の十右衛門 - 五味龍太郎
  - 入升屋市五郎 - 下元年世
  - 北原将光、松田明、東悦次
  - 久保政行、福山龍次、松下美智代、中村こずえ
  - お熊 - 北林谷栄

- 第14話「あきれた奴」（1989年10月25日）（視聴率20.3%）
  - おたか - 長谷直美
  - 鹿留の又八 - 平泉成
  - 八丁山の清五郎 - 守田比呂也
  - 雨畑の紋三郎 - 三浪郁二
  - 木村勇介、山村嵯都子
  - 岡村啓次郎 - 三代目中村橋之助

- 第15話「泥鰌の和助始末」（1989年11月1日）（視聴率19.9%）
  - 大工・孫吉 - 小鹿番
  - 磯太郎 - 山崎有右
  - 金谷の久七 - 高峰圭二
  - 棟梁・喜兵衛 - 森幹太
  - 南条好輝、楠本光子、山口京子
  - 北見唯一、荻原郁三、滝知史、吉見謙一
  - 泥鱒の和助 - 財津一郎

- 第16話「盗法秘伝」（1989年11月29日）（視聴率17.1%）
  - 鬼頭監物 - 津村鷹志
  - 弥吉 - 古田将士
  - 米倉半四郎 - 加島潤
  - 升屋市五郎 - 田中弘史
  - おかね - 川村一代
  - 女郎 - 大島瑤子
  - おもよ - 園英子
  - 河野実、藤坂有希、中塚和代、沢村亜津佐
  - 伊砂の善八 - フランキー堺

- 第17話「女掏摸お富」（1989年12月6日）（視聴率18.9%）
  - 霰の定五郎 - 睦五朗
  - 卯吉 - 中西良太
  - 岸根の七五三造 - 片桐竜次
  - 狐火の虎七 - 根岸一正
  - 山口幸生、町田米子、矢野敬、吉見謙一
  - 白川浩二郎、邦保、浅倉ゆり、柴立朝美
  - お富 - 坂口良子

- 第18話「浅草・御厩河岸」（1989年12月13日）（視聴率16.6%）
  - お梶 - 浅利香津代
  - 卯三郎 - 田武謙三
  - 彦造 - 石山雄大
  - 鶍の喜左衛門 - 高並功
  - 善太 - 遠山二郎
  - 海老坂の与兵衛 - 十代目岩井半四郎
  - 松吉 - 本田博太郎

- 第19話「むかしの男」（1989年12月20日）（視聴率13.2%）
  - 近藤唯四郎 - 鹿内孝
  - 勘造 - 亀石征一郎
  - 美雪 - 小林かおり
  - 辰蔵 - 長尾豪二郎
  - 砂吉 - きくち英一
  - 三次 - 下元年世
  - 用人・松浦与助 - 阿木五郎
  - 松島ゆみこ、竹内隆治、藤本修、三宅香菜
  - 藤原真、福山龍次、麻生敬、山田交作、杉山こうへい

- 第20話「山吹屋お勝」（1990年1月10日）（視聴率19.1%）
  - お勝 - 風祭ゆき
  - 関宿の利八 - 森次晃嗣
  - 霧の七郎 - 菅貫太郎
  - 政 - 森田順平
  - 弥吉 - 岡部征純
  - お才 - 西岡慶子
  - 夜兎の角右衛門 - 五味龍太郎
  - 三星登史子、橋本和博、柳川昌和、明石恵子

- 第21話「敵」（1990年1月17日）（視聴率15.0%）
  - 舟形の宗平 - 浜田寅彦
  - お浪 - 浅見美那
  - 小妻の伝八 - 井上博一
  - 富治 - 椎谷建治
  - 文助 - 草薙良一
  - 花屋利兵衛 - 相馬剛三
  - 溝田繁、広瀬義宣、亀井賢二
  - 大黒一生、浜田隆広、恋塚ゆうき

- 第22話「金太郎そば」（原作：『にっぽん怪盗伝』）（1990年1月24日）（視聴率19.4%）
  - お竹 - 池波志乃
  - 藁馬の重兵衛 - 織本順吉
  - 由松 - 潮哲也
  - 善助 - 灰地順
  - 伊太郎 - 山内としお
  - 金屋伊右衛門 - 堺左千夫
  - 瀬平 - 西山嘉孝
  - ちゃり文 - うえだ峻
  - 藤沢薫、西園寺章雄、河合綾子
  - 梅田千絵、山本香織、高橋龍一、嶋田博子

- 第23話「用心棒」（1990年1月31日）（視聴率17.3%）
  - 高木軍兵衛 - ジョニー大倉
  - おたみ - 森口瑤子
  - 文六 - 佐藤仁哉
  - 馬越の仁兵衛 - 江角英明
  - 内儀・おわか - 松村康世※村松康世名義
  - 番頭・長吉 - 石浜祐次郎
  - 浪人・宮内 - 吉中六
  - 広瀬義宣、伴勇太郎、森下鉄朗、亀井賢二
  - 戸塚孝、蔵多哲雄、田中勲、矢山治、広瀬伸子、福山龍次

- 第24話「引き込み女」（1990年2月7日）（視聴率15.6%）
  - お元 - 高沢順子
  - 佐兵衛 - 下塚諒
  - 磯部の万吉 - 金子研三
  - 駒止の喜太郎 - 林彰太郎
  - 長右衛門 - 有川正治
  - 北見唯一、松田明、小林泉、鈴川法子

- 第25話「雨の湯豆腐」（原作：『梅雨の湯豆腐』　短編集『殺しの掟』（『仕掛人・藤枝梅安』の原点））に収録（1990年2月14日）（視聴率16.4%）
  - 時次郎 - 清水健太郎
  - お照 - 黒田福美
  - 上松の清五郎 - 辻萬長
  - 赤大黒の市兵衛 - 須永克彦
  - 大工・為吉 - 新海丈夫※新海文夫名義
  - 卯の木屋・藤右衛門 - 高桐真
  - 市助 - 日高久
  - 宮沢要 - 大出俊

- 第26話「流星」（スペシャル）（原作：「大川の隠居」「流星」）（1990年2月21日）（視聴率18.6%）
  - 浜崎の友五郎 - 犬塚弘
  - 沖源蔵 - 河原崎次郎
  - 杉浦要次郎 - 伊東達広
  - 鹿山の市之助 - 南原宏治
  - 籔原の伊助 - 花上晃
  - 井上立泉 - 牧冬吉
  - 木下与平治 - 出水憲司
  - お仲 - 宮田圭子
  - 生駒の仙右衛門 - 金田龍之介

※BSフジでの放映時は各話「額縁放送」（16:9画角の中に4:3画角が存在する）であるのと、映像マスターがSD画質である。（電子番組表EPG上では16:9 1125iの表記があるが、実際は4:3 525i(480i)である）また「次回予告」は付属しなかったが、2020年の再放送では、次回予告も放送されるようになった。フジテレビ本放映当時と同じ提供バック（静止画）と音楽、「鬼平犯科帳　＝終＝」のエンド静止画もBSフジでは使われている。なお、BSフジ以外への地方局番販の場合は提供バックはカットされ、＝終＝のエンド静止画のみ放送されている。

## 第2シリーズ
（1990年4月4日 - 1991年3月27日、フジテレビ系 水曜20時台時代劇枠）(平均視聴率16.5%)
- スペシャル「殿さま栄五郎」（1990年4月4日）（視聴率16.0%）
  - 火間虫の虎次郎 - 中谷一郎
  - 長沼の房吉 - 高橋長英
  - 五条の増蔵 - 和崎俊哉
  - 牛堀の参次 - 橋本功
  - 勢多の幸松 - 原田清人
  - おりき - 鳳八千代
  - 鷹田の平十 - 長門裕之

- スペシャル「雲竜剣」（1990年10月3日）（視聴率14.9%）
  - お妙 - 南條玲子
  - 助次郎 - 藤木悠
  - 堀本伯道 - 露口茂
  - 堀本虎太郎 - 中康治

- 第1話「おみね徳次郎」（1990年10月17日）（視聴率17.1%）
  - おみね - 宮下順子
  - 徳次郎 - 峰竜太
  - 法楽寺の直右衛門 - 小松方正
  - 名草の嘉平 - 今福将雄
  - 佐倉の吉兵衛 - 中井啓輔
  - 大店の隠居 - 岩田直二
  - 森岡隆見、山田公男、明石恵子

- 第2話「むかしの女」（1990年10月24日）（視聴率15.5%）
  - おもん - 浅利香津代
  - 大丸屋万吉 - 近藤洋介
  - 井原惣市 - 田中浩
  - 砂田彦兵衛 - 木村栄
  - 若尾哲平、和田弘子、玉生司朗、速見領
  - 端田宏三、丸尾好広、野崎佳積、東山千恵子、小谷豪紀
  - 佐藤雅夫、伊波一夫、池田勝志、前川力蔵、藤原ひろみ
  - おろく - 山田五十鈴

- 第3話「白い粉」（1990年10月31日）（視聴率16.9%）
  - 勘助 - 左とん平
  - おたみ - 甲斐智枝美
  - 霞の小助 - 勝部演之
  - 六蔵 - 三上真一郎
  - 花輪の万蔵 - 袋正
  - 駒羽の七之助 - 北村英三
  - 小美野欣士、原哲男、太田和余

- 第4話「托鉢無宿」（1990年11月7日）（視聴率17.3%）
  - 菅野伊介 - 深水三章
  - 羽沢の嘉兵衛 - 睦五朗
  - 古河の富五郎 - 五味龍太郎
  - 寝牛の鍋蔵 - 江藤漢
  - 鹿川の惣助 - うえだ峻
  - 宮田圭子、伊波一夫、山村嵯都子
  - 安藤仁一朗、吉見謙一、山下豊久
  - 井関録之助 - 夏八木勲

- 第5話「五年目の客」（1990年11月14日）（視聴率16.0%）
  - お吉（喜蝶） - 波乃久里子
  - 江口の音吉 - 中山仁
  - 忠兵衛（丹波屋の主人） - 奥村公延
  - お菊（八重菊） - 大橋芳枝
  - 巽の源兵衛 - 中村孝雄
  - 芝本正、鳴尾よね子、吉田哲子、宮本毬子、中塚和代
  - 笹五朗、遠山二郎、佐藤雅夫、ホープゆたか、福山龍次、藤原ひろみ

- 第6話「雨引の文五郎」（1990年11月21日）（視聴率19.6%）
  - 雨引の文五郎 - 目黒祐樹
  - 五丁の勘兵衛 - 浜村純
  - 落針の彦蔵 - 樋浦勉
  - 伊助 - 関根大学
  - 井上立泉 - 牧冬吉
  - 松永忍
  - 治助 - 結城市朗
  - 阿木五郎、高木英一、佐々木伸二、白樫和美、瀬戸口真由

- 第7話「猫じゃらしの女」（1990年11月28日）（視聴率16.8%）
  - およね - 池波志乃
  - 卯之吉 - 三ツ木清隆
  - 伊勢野の甚右衛門 - 玉川伊佐男
  - 彦蔵 - 津村鷹志
  - 三浦徳子、諸木淳郎、塩川健司、松田春子
  - 稲葉浩子、野土晴久、金沢秀信、浅田祐二、辰井洋一、平井靖

- 第8話「盗賊二筋道」（1990年12月5日）（視聴率17.6%）
  - 高萩の捨五郎 - 菅原謙次
  - 寺尾の治兵衛 - 西山嘉孝
  - 蛇の仁吉 - 片桐竜次
  - 篭滝の太次郎 - 石橋雅史
  - 南条好輝、加地春雄、河野実、三ツ星登史子、明石恵子
  - 甲斐道雄、小松英次、中村健人、加藤広章、秋葉雄太

- 第9話「本門寺暮雪」（1990年12月19日）（視聴率16.4%）
  - 名幡の利兵衛 - 草薙幸二郎
  - 凄い奴 - 菅田俊
  - 白縫の伝八 - 多々良純
  - 旗本・細井彦右衛門 - 水上保広
  - 井関録之助 - 夏八木勲
  - 花乃種吉、加藤正記、山口秀志、山本香織

- 第10話「女賊」（1991年1月23日）（視聴率16.3%）
  - 瀬音の小兵衛 - 花沢徳衛
  - おすみ - 野平ゆき
  - 幸太郎 - 黒田隆哉
  - 勝四郎 - 伊藤高
  - 定六 - 高岡一郎
  - 福住の千蔵 - 石浜祐次郎
  - 友金敏雄、北見唯一、石倉英彦
  - 山田永二、寺谷真由子
  - 猿塚のお千代 - 沢たまき

- 第11話「四度目の女房」（原作：『にっぽん怪盗伝』）（1991年1月30日）（視聴率16.9%）
  - 伊之松 - 西岡徳馬
  - おふさ - 森口瑤子
  - 利三郎 - 中田浩二
  - 仁吉 - 花上晃
  - 留 - 佐藤輝
  - 嘉平 - 西川辰夫
  - 楠年明、滝野貴之、遠山二郎、松尾勝人
  - おせい - 入江若葉

- 第12話「雨乞い庄右衛門」（1991年2月6日）（視聴率16.6%）
  - 神楽の市之助 - 小野進也
  - 勘行の定七 - 石山雄大
  - 破目の伊太郎 - 富川澈夫
  - お照 - 朝比奈順子
  - 藤沢薫、栗原敏、高並功、岡村嘉隆
  - 久賀大雅、森下明、岡田洪志、真田実、松尾勝人
  - 西村陽一、明石恵子、高市好行、岡崎賢司、東田達夫、橋本和博
  - 雨乞い庄右衛門 - 田村高廣

- 第13話「密告」（1991年2月13日）（視聴率17.1%）
  - 伏屋の紋蔵〈横山小平太〉 - 沖田浩之
  - 久兵衛 - 村田正雄
  - 三右衛門 - 北村光生
  - 玉置ルミ、安堂恵美、平井靖、高見裕二
  - 川鶴晃裕、松尾裕之、嶋崎美樹、松永吉訓
  - お百 - 光本幸子

- 第14話「夜狐」（原作：『夜狐』　短編集『殺しの掟』に収録）（1991年2月20日）（視聴率16.4%）
  - 夜狐の弥吉 - 江藤潤
  - おやす - 芦川よしみ
  - 井坂孫兵衛 - 沢竜二
  - 近藤監物 - 根上淳
  - 満寿子 - 佐野アツ子
  - 勘七 - 石倉英彦
  - 茶店の親父 - 山口幸生
  - はりた照久
  - 澤田祥二、竹内隆治、久保龍一、多田昌世

- 第15話「霧の朝」（1991年2月27日）（視聴率17.6%）
  - 桶屋の富蔵 - 平田満
  - おろく - 二木てるみ 
  - 吉造 - 石丸謙二郎
  - おきね - 小鹿みき
  - 福岡正剛、東丘いずひ、当銀長太郎
  - 中村錦司、山口朱美、谷口孝史
  - 泉祐介、桑代美弥子、高橋友洋
  - 井関録之助 - 夏八木勲

- 第16話「白と黒」（1991年3月6日）（視聴率15.6%）
  - もんどりの亀太郎 - ベンガル
  - お紋 - 浜田朱里
  - 徳田興人、新橋伸介、邦保
  - 松尾勝人、門田裕、諸木淳郎、平井靖
  - お今 - あべ静江

- 第17話「春の淡雪」（1991年3月13日）（視聴率17.7%）
  - 大島勇五郎 - 中村浩太郎
  - 雪崩の清松 - 平泉成
  - 平瀬の又吉 - 森下哲夫
  - 日野の銀太郎 - 椎谷建治
  - 阿木五郎、下元年世、河野実
  - 紅萬子、中嶋俊一、根岸由利子、鶴山小夕里
  - 池田屋五平 - 二代目中村又五郎

- 第18話「下段の剣」（1991年3月20日）（視聴率16.1%）
  - 松岡重兵衛 - 江原真二郎
  - 長谷川辰蔵 - 長尾豪二郎
  - 牛久の小助 - 井上昭文
  - 不破の惣七 - 宮内洋
  - お歌 - 斉藤絵理
  - 森喜行、大島光幸、竹内隆治、鈴川法子

- スペシャル「熱海みやげの宝物」（1991年3月27日）（視聴率15.3%）
  - 高橋九十郎 - 伊藤敏八
  - 横川の庄八 - 鶴田忍
  - 長助 - 小島三児
  - 板垣軍次郎 - 堀田真三
  - 赤井助右衛門 - 早崎文司
  - 小沼の富造 - 高峰圭二
  - 与惣松 - 広瀬義宣
  - 念仏 - 伴勇太郎
  - 次郎吉 - 日高久
  - 馬蕗の利平次 - いかりや長介

※BSフジでの放映時は各話「額縁放送」（16:9画角の中に4:3画角が存在する）であるのと、映像マスターがSD画質である。（電子番組表EPG上では16:9 1125iの表記があるが、実際は4:3 525iである）また「次回予告」は付属しない。フジテレビ本放映当時と同じ提供バック（静止画）と音楽、「鬼平犯科帳　＝終＝」のエンド静止画もBSフジでは使われている。

## 第3シリーズ
（1991年11月20日 - 1992年5月13日、フジテレビ系 水曜20時台時代劇枠）（平均視聴率18.1%）
- 第1話「鯉肝のお里」（1991年11月20日）（視聴率23.2%）
  - 長虫の松五郎 - 垂水悟郎
  - 岩吉 - 安藤一夫
  - 大根屋 女房 - 石井富子
  - 新助 - 山内としお
  - 徳次郎 - 島英臣
  - 遠山二郎、伝法三千雄、壬生新太郎
  - 鯉肝のお里 - 野川由美子

- 第2話「剣客」（1991年12月4日）（視聴率18.8%）
  - 石坂太四郎 - 中尾彬
  - 定八 - 石橋正次 ※劇中では定七
  - 留吉 - 江幡高志
  - 市兵衛 - 大橋壮多
  - 松尾喜兵衛 - 丘路千

- 第3話「馴馬の三蔵」（1991年12月11日）（視聴率19.7%）
  - 馴馬の三蔵 - 金内喜久夫
  - お紋 - 伊藤美由紀
  - 瀬田の万右衛門 - 高野真二
  - 鮫州の市兵衛 - 西園寺章雄
  - 志乃原良子、佐藤京治、平井靖

- 第4話「火付け船頭」（1991年12月18日）（視聴率18.9%）
  - 常吉 - 下條アトム
  - おさき - 竹井みどり
  - 西村虎次郎 - 伊藤敏八
  - 久助 - 北見治一
  - およし - 中條郷子
  - 島造 - 松本幸三
  - 関本の源七 - 徳田興人
  - 阿木五郎、森下鉄朗、和泉敬子、中塚和代、田中義章

- 第5話「熊五郎の顔」（原作：『にっぽん怪盗伝』）（1992年1月22日）（視聴率17.0%）
  - 信太郎 / 洲走の熊五郎 - 高橋長英
  - 和泉屋治右衛門 - 高城淳一
  - 由松 - 岡田一恭
  - 松田明、小松健悦、亀井賢二、下元年世
  - お延 - 音無美紀子

- 第6話「いろおとこ」（1992年1月29日）（視聴率17.8%）
  - 寺田又太郎 / 寺田源三郎 - 鷲生功
  - おせつ - 山下智子
  - 市兵衛 - 中井啓輔
  - お篠 - 山本郁子
  - 鹿熊の音蔵 - 浜田晃
  - 矢島孫九郎 - 堀田真三
  - 松倉の清吉 - 伊藤高
  - 小吉 - 南宗一郎

- 第7話「谷中いろは茶屋」（1992年2月5日）（視聴率14.4%）
  - お松 - 杉田かおる
  - 乙吉 - 松山照夫
  - お徳 - 正司花江
  - 国太郎 - 野口寛
  - いろは茶屋女将 - 山口朱美
  - 文治 - 河本忠夫
  - 定八 - 山下悦郎
  - 伊佐蔵 - 野々村仁
  - 吉兵衛 - 東田達夫
  - 墓火の秀五郎 - 長門裕之

- 第8話「妙義の團右衛門」（1992年2月12日）（視聴率16.9%）
  - 高萩の捨五郎 - 菅原謙次
  - 鳥居松の伝七 - 江藤漢
  - 沼田大七 - 千波丈太郎
  - 竹造 - うえだ峻
  - 松代屋のお峰 - 桃山みつる
  - 妙義の團右衛門 - 財津一郎
  - 谷口友香、田辺ひとみ、神原千恵、藤原ひろみ

- 第9話「雨隠れの鶴吉」（1992年2月19日）（視聴率18.4%）
  - 鶴吉 - 石原良純
  - お民 - 早野ゆかり
  - 貝月の音五郎 - 荘司肇
  - 竹造 - 児玉泰次
  - 須永克彦
  - 百蔵 - 阿波地大輔
  - 百蔵の配下 - 杉山幸晴
  - 檜よしえ、駒田真紀、松寺千恵美
  - 佐々木紳二、池田勝志、福山龍次、岩芝公浩
  - 小林泉、藤原ひろみ、秋葉雄太
  - 石屋源右衛門 - 織本順吉
  - 井関録之助 - 夏八木勲

- 第10話「網虫のお吉」（1992年2月26日）（視聴率15.4%）
  - 黒沢勝之助 - 磯部勉
  - 網虫のお吉 - 風祭ゆき
  - 歌川清三郎 - 佐原健二
  - 志村軍造 - 山本昌平
  - 東田達夫、和田智恵

- 第11話「夜鷹殺し」（1992年3月4日）（視聴率17.1%）
  - 川田長兵衛 - 中野誠也
  - おつね - 野平ゆき
  - 留吉 - 高峰圭二
  - 福井昌貞 - 山村弘三
  - 伊助 - 川上哲
  - 諸木淳郎、中塚和代、志乃原良子、川西杏奈

- 第12話「隠居金七百両」（1992年3月11日）（視聴率19.3%）
  - お順 - 浅野愛子
  - 阿部弥太郎 - 坂詰貴之
  - 奈良山の与市 - 小野武彦
  - 松浦与助 - 小島三児
  - 薬師の半平 - 中田浩二
  - 孫吉 - 多賀勝
  - 小田島隆 (俳優)、小野朝美、福山龍次
  - 堀切の次郎助 - 芦屋雁之助

- 第13話「尻毛の長右衛門」（1992年3月18日）（視聴率17.2%）
  - 布目の半太郎 - 堤大二郎
  - おすみ - 水野真紀
  - 尻毛の長右衛門 - 小林昭二
  - 塚原の元右衛門 - 穂高稔
  - 藤坂の重兵衛 - 伊吹聰太朗
  - 為七 - 奥久俊樹
  - 疋田泰盛、下元年世

- 第14話「二つの顔」（1992年3月25日）（視聴率17.0%）
  - おはる - 宮沢美保
  - おろく - 工藤明子
  - 神崎の倉治郎 - 田中浩
  - 夜ぎつねの富造 - 坂本長利
  - 久賀大雅、大橋壮多、麻生敬
  - 新海なつ、千葉保、浜名沙織、木辻竜三
  - 奥深山新、鶴山知之、太田雅之 (俳優)
  - 与平 - 花沢徳衛

- 第15話「炎の色」（スペシャル）（原作：「炎の色」「誘拐」）（1992年4月1日）（視聴率15.4%）
  - 峰山の初蔵 - 新田昌玄
  - 袖巻の半七 - 花上晃
  - 神谷勝平 - 立花一男
  - 平山清三郎 - 草見潤平
  - 牛子の久八 - 出水憲司
  - 荒神のお夏 - 池内淳子

- 第16話「おしま金三郎」（1992年4月15日）（視聴率19.9%）
  - 松浪金三郎 - 峰岸徹
  - おしま - 蜷川有紀
  - ませの七兵衛 - 不破万作
  - 高山の治兵衛 - 広瀬義宣
  - 牛尾の又平 - 玉生司朗
  - 茂吉 - 柳川清
  - おちよ - 海部八千代

- 第17話「忠吾なみだ雨」（原作:「お雪の乳房」）（1992年4月29日）（視聴率16.9%）
  - お雪 - 喜多嶋舞
  - つちや善四郎 - 山田吾一
  - 梅原の伝七 - 三上真一郎
  - 西口静代、楠本光子、北斗辰蔵、高市好行
  - 鈴鹿の又兵衛 - 高松英郎

- 第18話「おみよは見た」（原作：『江戸の暗黒街』）（1992年5月6日）（視聴率17.9%）
  - 大島の治兵衛 - 草薙幸二郎
  - おみよ - 吉沢梨絵
  - 宇吉 - 西沢利明
  - 金谷の又市 - 片桐竜次
  - お八重 - 桃山みつる
  - おしん - 永井紀子
  - そばやの女将 - 宮本毬子
  - 平井靖、福山龍次、守谷紘一
  - 吉田哲子、藤原ひろみ、和田かつら
  - 青堀の小平次 - 近藤正臣

- 第19話「密偵たちの宴」（1992年5月13日）（視聴率23.6%）　※全シリーズ最高視聴率
  - 豆岩 - 青木卓司
  - 鏡の仙十郎 - 五味龍太郎
  - 大崎重五郎 - 岩尾正隆
  - 湖条千秋、当銀長太郎
  - 佐藤雅夫、末永直美、蝦名勝
  - 竹村玄洞 - 戸浦六宏

※BSフジでの放映時は各話「額縁放送」（16:9画角の中に4:3画角が存在する）であるのと、映像マスターがSD画質である。（電子番組表EPG上では16:9 1125iの表記があるが、実際は4:3 525iである）また「次回予告」は付属しない。フジテレビ本放映当時と同じ提供バック（静止画）と音楽、「鬼平犯科帳　＝終＝」のエンド静止画もBSフジでは使われている。

## 第4シリーズ
（1992年12月2日 - 1993年5月12日、フジテレビ系 水曜20時台時代劇枠）(平均視聴率17.5%)
- 第1話「討ち入り市兵衛」（1992年12月2日）（視聴率20.9%）
  - 松戸の繁蔵 - 下川辰平
  - 鞘師長三郎 - 早川保
  - 壁川の源内 - 内田勝正
  - 鹿間の定八 - 石見栄英
  - 万七 - 小林和之
  - 富三 - 石井洋充
  - 与之助 - 大黒一生
  - 三五郎 - 床尾賢一
  - 河野実、中西宣夫、甲斐浩、小田島隆
  - 蓮沼の市兵衛 - 二代目中村又五郎

- 第2話「うんぷてんぷ」（原作：「霜夜」）（1992年12月9日）（視聴率19.8%）
  - 池田又四郎 - 神田正輝
  - お吉 - 大塚良重
  - 須の浦の徳松 - 北村英三
  - 栗原の重吉 - 益富信孝
  - 常念寺の久兵衛 - 六平直政
  - 阿木五郎、荻原郁三
  - 中塚和代、岡田洪志、守谷紘一
  - 井関録之助 - 夏八木勲

- 第3話「盗賊婚礼」（1992年12月16日）（視聴率23.3%）
  - 長島の久五郎 - 三代目中村橋之助
  - 一文字の弥太郎 - 三ツ木清隆
  - お梅 - 田中由美子
  - 土山左十郎 - 山本清
  - 八十助 - 井上博一
  - 下元年世、大迫英喜、西山辰夫
  - 牧野由未子、和田智恵、高市好行、遠藤晃生
  - 瓢箪屋勘助 - 垂水悟郎
  - 鳴海の繁蔵 - 寺田農

- 第4話「正月四日の客」（原作『にっぽん怪盗伝』）（1993年1月13日）（視聴率17.8%）
  - 亀の小五郎 - 河原崎長一郎
  - 庄兵衛 - 坂本長利
  - 吉住の紋蔵 - 西園寺章雄
  - 前砂の甚七 - 中村又一
  - 由造 - 坂本小吉
  - 明石恵子、戸田棚子、鶴山小夕里
  - おこう - 山田五十鈴

- 第5話「深川・千鳥橋」（1993年1月20日）（視聴率17.0%）
  - 万三 - 高橋長英
  - お元 - 一色彩子
  - 大和屋金兵衛 - 根上淳
  - 己斐の文助 - 三上真一郎
  - 鈴鹿の弥平次 - 山本昌平
  - 結城市朗、宮田圭子、明石恵子

- 第6話「俄か雨」（原作：「俄か雨」「草雲雀」）（1993年1月27日）（視聴率15.3%）
  - 細川峯太郎 - 中村歌昇
  - お長 - 長谷直美
  - 岩口千五郎 - 田中浩
  - 鳥羽の彦蔵 - 柴田侊彦
  - おきぬ - 志水季里子
  - お幸 - 若林志穂
  - 佐藤雅夫、折尾吉郎

- 第7話「むかしなじみ」（1993年2月3日）（視聴率17.9%）
  - 網虫の久六 - 草薙幸二郎
  - 水越の又平 - 石山雄大
  - 安兵衛 - 国田栄弥
  - 房治 - 山下悦郎
  - 瓢箪屋利助 - 蔵田哲雄

- 第8話「鬼坊主の女」（原作：「にっぽん怪盗伝」）（1993年2月10日）（視聴率15.3%）
  - 鬼坊主清吉 - ガッツ石松
  - 六太郎 - 森川正太
  - 棚倉市兵衛 - 高津住男
  - 左官の政次郎 - 丹古母鬼馬二
  - 入墨吉五郎 - 根岸一正
  - 高坂左門 - 伊藤達広
  - 伊蔵 - 住吉正博
  - 小船秋夫、三宅香菜
  - お栄 - 光本幸子

- 第9話「霧の七郎」（1993年2月17日）（視聴率18.1%）
  - 上杉周太郎 - 原田大二郎
  - 霧の七郎 - 片桐竜次
  - 鉄頴（馬堀の捨吉） - 大島宇三郎
  - 松浦与助 - 小島三児
  - お遊 - 日向明子
  - 竹内隆治、荻原郁三、加藤正記

- 第10話「密偵」（1993年2月24日）（視聴率21.1%）
  - 弥市 - 本田博太郎
  - おふく - 友里千賀子
  - 乙坂の庄五郎 - 横光克彦
  - 縄ぬけの源七 - 岡田潔
  - おさい - 長谷川直子
  - 清蔵 - 浦野眞田彦
  - 矢下田智和、山田公男、舘翔太
  - 遠藤晃生、帯金伸行、中西宣夫、遠山二郎

- 第11話「掻掘のおけい」（1993年3月10日）（視聴率21.3%）
  - 砂井の鶴吉 - 沖田浩之
  - 玉屋茂兵衛 - 佐竹明夫
  - 伊勢屋仁左衛門 - 北見唯一
  - 和尚の半平 - 阿波地大輔
  - 黒灰の宗六 - 滝譲二
  - 畦の市兵衛 - 木辻竜三
  - 平井靖、明石恵子、藤平涼二
  - 掻掘のおけい - 三ツ矢歌子

- 第12話「埋蔵金千両」（1993年3月17日）（視聴率17.6%）
  - おてい - 中島唱子
  - 中村宗仙 - 大前均
  - 辻桃庵 - 寺下貞信
  - 与兵衛 - 多賀勝一
  - かめ - 朝比奈潔子
  - 小松健悦、河野元子
  - 田中義章、東田達夫、橋本和博
  - 太田万右衛門 - 中丸忠雄

- 第13話「老盗の夢」（1993年3月24日）（視聴率16.2%）
  - 前砂の捨蔵 - 中井啓輔
  - おちよ - 青山知可子
  - 弥六 - 大木正司
  - 黒雲の龍蔵 - 五味龍太郎
  - 印代の庄助 - 伊藤高
  - 岩坂の茂太郎 - 木村栄
  - 住職 - 山村弘三
  - 火前坊権七 - 阿波地大輔
  - 照の市 - 徳田興人
  - 治兵衛 - 北見唯一
  - 棟里佳、関口真理子、藤川真由美
  - 福山龍次、柳川昌和、加藤正記、北川隆一
  - 蓑火の喜之助 - 丹波哲郎

- 第14話「ふたり五郎蔵」（スペシャル）（1993年3月31日）（視聴率14.4%）
  - 暮坪の新五郎 / 弥矢の伊佐蔵 - 菅貫太郎
  - 伴助 ‐ 嵯峨周平
  - 長尻のお兼 ‐ 宮田圭子
  - 戸祭りの九助 ‐ 高峰圭二
  - おみよ ‐ 野平ゆき
  - 髪結いの五郎蔵 - 岸部一徳

- 第15話「女密偵・女賊」（1993年4月14日）（視聴率12.6%）
  - お糸 - 岡まゆみ
  - 佐沼の久七 - 小林昭二
  - 森七兵衛 - 遠藤征慈
  - 鳥浜の岩吉 - 浜田晃
  - お熊婆さん - 五月晴子
  - 押切の駒太郎 - 朝日完記
  - 当銀長太郎、五十嵐秀雄、松尾勝人、野土晴久

- 第16話「麻布一本松」（1993年4月21日）（視聴率14.3%）
  - 市口又十郎 - 村田雄浩
  - お弓 - 水島かおり
  - 田丸屋瀬兵衛 - 今福将雄
  - 大橋玄甫 - 浜田雄史
  - お鈴 - 上花輪里絵子
  - 小船秋夫、山田公男、剣持誠
  - 勝見みち代、能勢美穂子、橋本京子、蝦名勝、池田勝志

- 第17話「さざ浪伝兵衛」（原作：『にっぽん怪盗伝』）（1993年4月28日）（視聴率19.5%）
  - さざ浪伝兵衛 - 又野誠治
  - 砂堀の蟹蔵 - 織本順吉
  - 政吉 - 高良隆志
  - 役者小僧市之助 - 趙方豪
  - おだい - 清水ひとみ
  - 三次 - 伊藤洋三郎
  - 柳原久仁夫、須永克彦、玉生司郎
  - 岡村嘉隆、平井靖、みやこがわ弥生
  - 小林泉、松寺千恵美、泉千夏、和田智恵

- 第18話「おとし穴」（原作：「あばたの新助」）（1993年5月5日）（視聴率15.4%）
  - 佐々木新助 - 中村梅雀
  - お才 - 山本みどり
  - 文挾の友吉 - 小野武彦
  - お米 - 丸山秀美
  - 夜鴉の勘兵衛 - 岩尾正隆
  - 甘酒屋の亭主 - 日高久
  - 梶本潔、平井靖、工藤智美

- 第19話「おしゃべり源八」（1993年5月12日）（視聴率16.9%）
  - 久保田源八 - 佐藤B作
  - 日妻の文造 - 椎谷建治
  - 仁助 - 花上晃
  - およし - 永光基乃
  - 善十 - 日高久
  - おとき - 和田かつら
  - 久賀大雅、下元年世、杉山陽子、伊波一夫

※BSフジでの放映時は各話「額縁放送」（16:9画角の中に4:3画角が存在する）であるのと、映像マスターがSD画質である。（電子番組表EPG上では16:9 1125iの表記があるが、実際は4:3 525iである）また「次回予告」は付属しない。フジテレビ本放映当時と同じ提供バック（静止画）と音楽、「鬼平犯科帳　＝終＝」のエンド静止画もBSフジでは使われている。

## 第5シリーズ
（1994年3月9日 - 1994年7月13日、フジテレビ系 水曜20時台時代劇枠）(平均視聴率15.1%)
- 第1話「土蜘蛛の金五郎」（1994年3月9日）（視聴率20.2%）
  - 土蜘蛛の金五郎 - 遠藤太津朗
  - 子之次 - 赤塚真人
  - 山本元次郎 - 西園寺章雄
  - 倉造 - 松本圭昌

- 第2話「怨恨」（1994年3月16日）（視聴率16.9%）
  - 杉井鎌之助 - 清水綋治
  - 磯部の万吉 - 速水亮
  - 桑原の喜十 - 金内喜久夫
  - おさき - 清水ひとみ
  - 駒止の喜太郎 - 汐路章
  - 桐生の友七 - 谷口高史
  - 藤枝政己、西村正樹、川鶴晃裕、西村龍弥
  - 石井洋充、中塚和代、及川佳奈
  - 今里の源蔵 - 長門裕之

- 第3話「蛙の長助」（1994年4月13日）（視聴率12.9%）
  - 蛙の長助 - 米倉斉加年
  - 今井勘十郎 - 長谷川明男
  - 三浦屋彦兵衛 - 玉川伊佐男
  - 夜嵐の定五郎 - 五味龍太郎
  - 浅間の捨蔵 - 高並功
  - おきよ - 蒲谷美紀
  - 志乃原良子、平井靖、大迫英喜、木辻竜三

- 第4話「市松小僧始末」（原作：『にっぽん怪盗伝』）（1994年4月20日）（視聴率15.0%）
  - おまゆ - 長与千種
  - 仙之助 - 河原崎建三
  - 金次 - 穂積隆信
  - 重右衛門 - 佐原健二
  - お峯 - 矢代京子
  - 彦太郎 - 宮田恭男
  - 六蔵 - 北見唯一
  - 師範代 - 大木晤郎
  - 浪人 - 松尾勝人
  - 小田島隆、遠藤晃生、高市好行、辰井洋一
  - 又吉(市松小僧) - 春風亭小朝

- 第5話「消えた男」（1994年4月27日）（視聴率15.4%）
  - 高松繁太郎 - 渡辺裕之
  - 笹熊の勘蔵 - 佐藤仁哉
  - お杉 - 斉藤林子
  - 六兵衛 - 多々良純
  - お百 - 大橋芳枝
  - 遠藤晃生、山内八郎

- 第6話「白根の万左衛門」（1994年5月4日）（視聴率14.1%）
  - おせき - 岡本麗
  - 沼田の鶴吉 - 石丸謙二郎
  - 松 - 螢雪次朗
  - おさん - 川崎あかね
  - 梅之助 - 芝本正
  - お沢 - 西岡慶子
  - 中西宣夫、遠藤晃生、伊庭剛、三星登史子
  - 雨彦の長兵衛 - 西田健
  - 白根の万左衛門 - 岡田英次

- 第7話「お菊と幸助」（脚本：下飯坂菊馬、オリジナル作品）（1994年5月18日）（視聴率13.0%）
  - お菊 - 増田恵子
  - 幸助 - 田中隆三
  - 伝吉 - 水上功治
  - 須永克彦、紅萬子、加藤正記
  - 大迫英喜、明石恵子、山内八郎、大石昭弘、前野有香

- 第8話「犬神の権三郎」（原作：「犬神の権三」）（1994年5月25日）（視聴率13.6%）
  - 犬神の権三郎 - 峰岸徹
  - おしげ - 土田早苗
  - 桶屋の安兵衛 - 村田正雄
  - 筆師の新右衛門 - 牧冬吉
  - 萩原紀、北斗辰典、阿木五郎、川上哲、遠山二郎
  - 雨引の文五郎 - 目黒祐樹

- 第9話「盗賊人相書」（1994年6月15日）（視聴率14.0%）
  - 石田竹仙 - 柄本明
  - およし - 高橋貴代子
  - 熊次郎 - 六平直政
  - おうの - ひろみどり
  - 良碩 - 幸田宗丸
  - 千葉保、結城市朗、東田達夫、森兼万貴

- 第10話「浅草・鳥越橋」（1994年6月22日）（視聴率14.8%）
  - 風穴の仁助 - 井上純一
  - 傘山の瀬兵衛 - 中田浩二
  - おひろ - 小林かおり
  - 白駒の幸吉 - 中井啓輔
  - 音吉 - 花上晃
  - 三村伸也、牧野由未子
  - 押切の定七 - 平泉成

- 第11話「隠し子」（1994年6月29日）（視聴率14.0%）
  - お園 - 美保純
  - 久助 - 奥村公延
  - 荒井屋松五郎 - 田口計
  - 藤岡の勘四郎 - 浜田晃
  - 横沼の利吉 - 三浦賢二
  - 滝譲二、深見亮介、当銀長太郎
  - 山下悦郎、多賀勝一、高津晶、和田かつら

- 第12話「艶婦の毒」（1994年7月6日）（視聴率15.1%）
  - お豊 - 山口果林
  - 虫栗権十郎 - 遠藤征慈
  - 氷室の庄七 - 江幡高志
  - 浦部源六郎 - 塚本信夫
  - 浦部彦太郎 - 柴田侊彦
  - お玉 - 春やすこ
  - 松屋宗兵衛 - 西山辰夫
  - 住職 - 山村弘三
  - 長吉 - 伝法三千雄
  - 柏屋四郎助 - 楠年明
  - 宮本毬子、竹岡良子、加藤正記、泉祐介
  - 林哲夫、床尾賢一、滝野貴之、岡田三貴子

- 第13話「駿州・宇津谷峠」（1994年7月13日）（視聴率17.1%）
  - お茂 - 二宮さよ子
  - 臼井の鎌太郎 - 誠直也
  - 藤枝の久蔵 - 立川三貴
  - 音五郎 - 金子研三
  - 徳治 - 高峰圭二
  - 伊助 - 加島潤
  - お徳 - 北川めぐみ
  - お浜 - 谷口友香
  - 伝九郎 - 青木哲也
  - 米吉 - 重見成人

※BSフジでの放映時は各話「額縁放送」（16:9画角の中に4:3画角が存在する）であるのと、映像マスターがSD画質である。（電子番組表EPG上では16:9 1125iの表記があるが、実際は4:3 525iである）また「次回予告」は付属しない。フジテレビ本放映当時と同じ提供バック（静止画）と音楽、「鬼平犯科帳　＝終＝」のエンド静止画もBSフジでは使われている。

## 第6シリーズ
（1995年7月19日 - 1995年11月1日、フジテレビ系 水曜20時台時代劇枠）（平均視聴率13.6%）
- 第1話「蛇苺の女」（スペシャル）（1995年7月19日）（視聴率12.6%）
  - 沼目の太四郎 - 中尾彬
  - 張替屋（針ヶ谷）の宗助 - ベンガル
  - おさわ - 余貴美子
  - おきさ - 藤吉久美子
  - 彦次郎 - 潮哲也

- 第2話「お峰・辰の市」（1995年7月26日）（視聴率12.1%）
  - 辰の市 - 市川左團次
  - お峰 - 田島令子
  - 青木源兵衛 - 堀田真三
  - 佐七 - 三浦眞彦
  - 並河三右衛門 - 石山雄大
  - おしげ - ひろみどり
  - 仰樹枝里、北斗辰典、元谷公美
  - 小柳圭子、照井克也、及川佳奈

- 第3話「泥亀」（1995年8月2日）（視聴率13.7%）
  - 泥亀の七蔵 - 名古屋章
  - 関沢の乙吉 - 森次晃嗣
  - 岩田直二、三浦徳子、神原千恵
  - 山口朱美、和田かつら、勝野賢三、日高久

- 第4話「浮世の顔」（1995年8月9日）（視聴率13.6%）
  - 巣鴨の伊三郎 - 高原駿雄
  - 神取の為右衛門 - 五味龍太郎
  - お六 - 津島令子
  - 藪塚の権太郎 - 若尾哲平
  - 磯七 - 石倉英彦
  - 寺下貞信
  - 為右衛門の子分 - 浜田雄史
  - 加藤正記
  - 宮本毬子、名本忍、明石恵子、田中忠義
  - 増島剛之、松尾勝人、大迫英喜、高市好行、遠藤晃生

- 第5話「墨斗の孫八」（1995年8月16日）（視聴率11.0%）
  - 墨斗の孫八 - 内藤武敏
  - 助川 - 宮口二郎
  - 法月 - 崎津隆介
  - おきよ - 上野めぐみ
  - 宇兵衛 - 狩野修平
  - 立木三佐子、平井靖、遠山二郎

- 第6話「はさみ撃ち」（1995年8月23日）（視聴率14.7%）
  - おもん - 松田美由紀
  - 弥治郎 - 垂水悟郎
  - 針ヶ谷の友蔵 - 内田直哉
  - 大亀の七之助 - 三上真一郎
  - 山本志づ世、朝比奈潔子、松尾勝人、安田誠
  - 勇家寛子、河野実、平井靖、高見裕二、吉田信夫
  - 猿皮の小兵衝 - 中村嘉葎雄

- 第7話「のっそり医者」（1995年9月6日）（視聴率13.2%）
  - およし - 高橋貴代子
  - 土田万蔵 - 遠藤憲一
  - 今井宗兵衛 - 樋浦勉
  - 平賀雅臣、玉生司朗、飛鳥かおり
  - 荻原宗順（早川民之助）- 宍戸錠

- 第8話「男の毒」（1995年9月13日）（視聴率14.9%）
  - おきよ - 川上麻衣子
  - 伊助 - 中井啓輔
  - 直吉 - 坂本あきら
  - 総上の三五郎 - 井上博一
  - 文三 - 武井三二
  - 中西宣夫、萩原郁三
  - 簣の子の宗七 / 黒股の弥市 - 本田博太郎

- 第9話「迷路」（スペシャル）（1995年9月20日）（視聴率13.8%）
  - 玉村の弥吉 - 阿藤海
  - 竹尾の半平 ‐ 中丸新将
  - 法妙寺九十郎 ‐ 早川保
  - 秋本源蔵 ‐ 山内としお
  - 安藤玄舟 ‐ 大林丈史
  - 岸井左馬之助 ‐ 竜雷太
  - 京極備前守高久 ‐ 仲谷昇
  - 池尻の辰五郎 - 有川正治
  - 矢野口の甚七 - 井上昭文
  - 猫間の重兵衛 - 石橋蓮司

- 第10話「おかね新五郎」（1995年10月18日）（視聴率14.0%）
  - おかね - 南田洋子
  - 原口新五郎 - 滝田裕介
  - 弥助 - 山田吾一
  - 為吉 - 森下哲夫
  - 高市好行、内海カッパ、宮田圭子、中西勇太
  - 松田明、平井靖、明石恵子、林沙弥佳、小林鈴賀

- 第11話「五月闇」（1995年11月1日）（視聴率15.9%）
  - 強矢の伊佐蔵 - 速水亮
  - おとら - 正司照枝
  - 市野の馬七 - 中嶋しゅう
  - 医師・飯島順道 - 牧冬吉
  - おうの - 志乃原良子
  - 富永礼子、山本晶子、丹羽美奈子
  - およね - 池波志乃

※BSフジでの放映時は各話「額縁放送」（16:9画角の中に4:3画角が存在する）であるのと、映像マスターがSD画質である（電子番組表EPG上では16:9 1125iの表記があるが、実際は4:3 525iである）。また「次回予告」は付属しない。フジテレビ本放映当時と同じ提供バック（静止画）と音楽、「鬼平犯科帳　＝終＝」のエンド静止画もBSフジでは使われている。また、本シリーズの第6話から放送マザーが従来の1吋CタイプVTRからD-2デジタルVTRに変更された（※BSフジでの放送時はD-2からダビングしたHDCAM-VTRが引き続き使用されている）。

## 劇場版
（1995年11月18日公開）
- 与力・秋山源蔵 - 神山繁
- 荒神のお豊 - 岩下志麻
- 白子の菊右衛門 - 藤田まこと
- 沖源蔵 - 石橋蓮司
- 狐火の勇五郎 - 世良公則
- 吉五郎 - 本田博太郎
- 百蔵 - 平泉成
- 文吉 - 遠藤憲一
- 蛇の平十 - 峰岸徹
- 天ぷら屋の主人 - 道場六三郎
- 佐代 - 江口由起
- 清（平蔵の娘） - 久我陽子

※地上波（アナログ放送）とBSフジの初回放映時は映像マスターがSD画質で16:9の画角。（電子番組表EPG上では16:9 1125iの表記があるが、実際は16:9 525iである）
※2018年4月のBSフジ放映時から映像マスターがハイビジョン画質、16:9の画角となった。

## 第7シリーズ
（1996年8月21日 - 1996年9月4日、1997年4月16日 - 1997年7月16日、フジテレビ系 水曜20時台時代劇枠）(平均視聴率14.4%)
- 第1話「麻布ねずみ坂」（1996年8月21日）（視聴率12.2%）
  - 中村宗仙 - 芦屋雁之助
  - 石島精之進 - 中原丈雄
  - お八重 - 速水典子
  - 川谷の庄吉 - 螢雪次朗
  - お絹 - 仰樹枝里
  - レッツゴー長作
  - 白子の菊右衛門 - 田中弘史
  - 森岡隆見

- 第2話「男のまごころ」（原作：「鈍牛」）（1996年8月28日）（視聴率14.4%）
  - 亀吉 - 小倉久寛
  - 田中貞四郎 - 片岡弘貴
  - 密偵・源助 - 大杉漣
  - 無宿者・安兵衛 - 小鹿番
  - 沢田筑後守 - 西山辰夫
  - 柏屋留右衛門 - 石浜祐次郎
  - 春やすこ、ひろみどり、伝法三千雄、泉祐介
  - 永田耕一、橋本和博、松尾勝人、田中あや
  - 加藤正記、小泉敏生
  - 中間 - 遠山二郎
  - 上野秀年、小松健悦

- 第3話「妖盗葵小僧」（1996年9月4日）（視聴率14.3%）
  - 葵小僧芳之助 - 島木譲二
  - 京屋善太郎 - 山本宣
  - お千代 - 岩本千春
  - 小四郎 - 市山登
  - 畳職人市兵衛 - 高木二朗
  - 水上保広、西園寺章雄、和泉敬子
  - 京屋主人 - 楠年明
  - 岡田洪志、門田裕
  - 伊庭剛、河合綾子、森下鉄朗、村木翔子

- 第4話「木の実鳥の宗八」（原作：「春雪」）（1997年4月16日）（視聴率16.0%）
  - 宗八 - 大木実
  - おきね - 山口美也子
  - 大塚清兵衛 - 本城丸裕
  - 川辺軍兵衛 - 谷口高史
  - 袈裟蔵 - 武井三二
  - 伊勢屋 - 喜多村英三
  - 結城市朗、多賀勝一
  - 和泉敬子、池田勝志、神原千恵
  - 霞の定五郎 - 渡辺哲
  - 宮口伊織 - 高橋長英

- 第5話「礼金二百両」（1997年4月23日）（視聴率13.6%）
  - 横田大学 - 磯部勉
  - 横田芳乃 - 小畠絹子
  - 山中伊助 - 河原崎建三
  - 谷善左衛門 - 多々良純
  - 千代太郎 - 藤山扇治郎
  - 又太郎 - 小林宏史
  - 灰地順、萩原紀、吉中六
  - 泉千奈津、小田島隆、三星登史子

- 第6話「殺しの波紋」（1997年4月30日）（視聴率13.8%）
  - 富田達五郎 - 萩原流行
  - 犬神の竹松 - 河原さぶ
  - お吉 - 大藤三莱
  - 多加 - 志乃原良子
  - 幸 - 藤井真理
  - 滝譲二、石倉英彦、東田達夫、大迫英喜
  - 下元年世、浅田祐二、石井洋充、柴田善行

- 第7話「五月雨坊主」（1997年5月14日）（視聴率14.5%）
  - およね - 池波志乃
  - 石田竹仙
天徳寺・善達 - 上田耕一 ※一人三役
羽黒の久兵衝
  - 長五郎 - 和崎俊哉
  - お栄 - 奈良富士子
  - 掛田誠、寺尾健、田辺ひとみ
  - 妹尾友有、高並功、岩佐真理子、丸尾好広

- 第8話「泣き味噌屋」（1997年5月28日）（視聴率14.4%）
  - 川村弥助 - 平田満
  - さと - 北原佐和子
  - 秋元左近 - 亀石征一郎
  - 和田木曽太郎 - 伊藤高
  - 武井三二、門田裕、水上保広、加藤三彦
  - 石川栄一、名本忍、窪田弘和、山本容子

- 第9話「寒月六間堀」（1997年6月4日）（視聴率15.3%）
  - 市口瀬兵衛 - 二代目中村又五郎
  - おとせ - 中村久美
  - 山下藤四郎 - 潮哲也
  - 利助 - 加島潤
  - 中村又次郎、溝田繁、増島剛之、床尾賢一
  - 池田勝志、稲泉智万、松永吉訓、藤森周一郎

- 第10話「見張りの糸」（1997年6月11日）（視聴率15.2%）
  - 和泉屋東兵衛 - 奥村公延
  - おきく - 一色彩子
  - 戸田銀次郎 - 遠藤征慈
  - 稲荷の金太郎 - 片桐竜次
  - 水沢有美、野土晴久、福本龍二、三村伸也
  - 杉山ようこ、河本忠夫、村木翔子、勇家寛子
  - 井関録之助 - 夏八木勲

- 第11話「毒」（1997年6月18日）（視聴率14.6%）
  - 山口天竜 - 佐川満男
  - 伊太郎 - 有薗芳記
  - 万右衛門 - 津村鷹志
  - 柴田十左衛門 - 山口幸生
  - 江原玲奈、山根誠示

- 第12話「あいびき」（原作：「おせん」）（1997年6月25日）（視聴率12.3%）
  - お徳 - 左時枝
  - 仁兵衝 - 三遊亭金馬
  - 朋斉 - 竹本孝之
  - 文吉 - 櫻木健一
  - 疾風の陣内 - 五味龍太郎
  - 小柳圭子、福山龍次
  - 長谷川直子、富平和馬、森兼万貴、石井洋充、北村光生

- 第13話「二人女房」（1997年7月2日）（視聴率12.6%）
  - 高木軍兵衛 - ジョニー大倉
  - お増 - 伊佐山ひろ子
  - 佐吉 - 石田登星
  - 捨蔵 - 廣田行生
  - 河合綾子、田畑利治、上田こずえ
  - 彦島の仙右衛門 - 中野誠也

- 第14話「逃げた妻」（1997年7月9日）（視聴率16.4%）
  - 藤田彦七 - うじきつよし
  - おみね - 佐藤恵利
  - おりつ - 江口由起
  - お千代 - 石井トミコ
  - 宗六 - 園田裕久
  - 燕小僧 - 赤星昇一郎
  - 内田重蔵 - 山下洵一郎
  - 小田島隆、丸尾好広、平井靖
  - 山村嵯都子、松尾勝人、内泉朱賀

- 第15話「見張りの見張り」（1997年7月16日）（視聴率16.2%）
  - 長久保の佐助 - 本田博太郎
  - お六 - 清水ひとみ
  - 杉谷の虎吉 - 金子研三
  - 粟津號、水谷敦嗣、伊庭剛
  - 湖条千秋、泉知奈津、草木宏之、福田亘

※BSフジでの放映時は各話「額縁放送」（16:9画角の中に4:3画角が存在する）であるのと、映像マスターがSD画質である。（電子番組表EPG上では16:9 1125iの表記があるが、実際は4:3 525iである）また「次回予告」は付属しない。フジテレビ本放映当時と同じ提供バック（静止画）と音楽、「鬼平犯科帳　＝終＝」のエンド静止画もBSフジでは使われている。

## 第8シリーズ
（1998年4月15日 - 1998年6月10日、フジテレビ系 水曜20時台時代劇枠）(平均視聴率14.9%)
- 第1話「鬼火」（スペシャル）（1998年4月15日）（視聴率13.1%）
  - お浜 - 山口果林
  - 高橋勇次郎 - 小西博之
  - 吉野道伯 - 三谷昇
  - 渡辺丹波守直義 - 西田健
  - 滝口金五郎 - 浜田晃
  - 大野弁蔵 - 遠藤憲一
  - 中村春庵 - 花上晃 [注 2]
  - 永井伊織 - 平田一樹
  - 永井弥一郎 - 荻島真一

- 第2話「瓶割り小僧」（1998年4月22日）（視聴率18.7%）
  - 石川の五兵衛（音松） - 上杉祥三
  - 口合人・千蔵 - 梅津栄
  - 富 - 大澤佑介
  - 牛松 - 佐藤蛾次郎
  - お浜 - 沢村亜津佐
  - 赤松弥太郎 - 辻萬長
  - 赤松小弥太 - 辻輝猛
  - 松尾勝人、平井靖、丸尾好弘、山村嵯都子、山田永二

- 第3話「穴」（1998年4月29日）（視聴率15.5%）
  - 平野屋源助 - 坂上二郎
  - 茂兵衛 - 木村元
  - 壷屋菊右衛門 - 垂水悟郎
  - 近江の助治郎 - うえだ峻
  - お半 - 松木路子
  - おみわ - 沢木蘭野
  - 狩野勝彦、中川峰男、久下美香子、大迫英喜

- 第4話「眼鏡師市兵衛」（原作：「二度ある事は」）（1998年5月6日）（視聴率13.9%）
  - 市兵衛 - 加藤武
  - 三雲の利八 - 加納竜
  - 蕎麦屋の親爺 - 工藤栄一
  - おふじ - 菅原あき
  - 広世克則、大橋一三、河本忠夫
  - 遠山二郎、山根誠示、田代勝義、島田佳子

- 第5話「はぐれ鳥」（原作：「白蝮」）（1998年5月13日）（視聴率15.4%）
  - 津山薫 - 毬谷友子
  - 吉見丈一郎 - 羽場裕一
  - お照 - 竹内都子
  - お吉 - 原田千枝子
  - 伊藤敏八、石倉英彦、門田俊
  - 小久保丈二、川崎あかね、溝田繁、城埜美香

- 第6話「おれの弟」（1998年5月20日）（視聴率14.3%）
  - 滝口丈助 - 渡辺裕之
  - お市 - 真行寺君枝
  - 宗仙 - 織本順吉
  - 石川源三郎 - 友居達彦
  - 高杉庄平 - 大木晤郎
  - 森岡隆見、小野幸一

- 第7話「同門対決」（原作「高杉道場・三羽烏」）（1998年5月27日）（視聴率14.0%）
  - 長沼又兵衛 - 森次晃嗣
  - 砂蟹のおけい - 根岸季衣
  - 笠倉の太平 - 石丸謙二郎
  - 江藤漢、松井紀美江
  - 川俣しのぶ、芝本正
  - 朝比奈潔子、福山龍次、東田達夫

- 第8話「影法師」（1998年6月3日）（視聴率15.3%）
  - 塩井戸の捨八 - 新克利
  - 長坂万次郎 - 長谷川明男
  - 井草の為吉 - 赤塚真人
  - 中山茂兵衛 - 石濱朗
  - 渋谷道仙 - 山内としお
  - 中嶋俊一、澤井映里、高木英一
  - おかね拾代、中嶋真理、和田かつら、佐藤綾

- 第9話「さらば鬼平犯科帳」（スペシャル）（1998年6月10日）（視聴率15.1%）
  - 白子屋菊右衛門 - 金田龍之介
  - 谷村彦九郎 - 西園寺章雄
  - 磯辺十郎左衛門 - 南条好輝
  - 松平定信 - 十七代目市村羽左衛門
  - 浪人 - 前田忠明

※BSフジでの放映時は各話「額縁放送」（16:9画角の中に4:3画角が存在する）であるのと、映像マスターがSD画質である。（電子番組表EPG上では16:9 1125iの表記があるが、実際は4:3 525iである）また「次回予告」は付属しない。フジテレビ本放映当時と同じ提供バック（静止画）と音楽、「鬼平犯科帳　＝終＝」のエンド静止画もBSフジでは使われている。

## 第9シリーズ
（2001年4月17日 - 2001年5月22日、フジテレビ系 火曜20時台時代劇枠）(平均視聴率13.6%)
- 第1話「大川の隠居」（スペシャル）（原作：「大川の隠居」「掻掘のおけい」「流星」）（2001年4月17日）（視聴率15.5%）
  - 生駒の仙右衛門 - 財津一郎
  - 掻掘のおけい - 平淑恵
  - 薮原の伊助 - 深水三章
  - 津村の嘉平 - 本田博太郎
  - 浜崎の友蔵 - 大滝秀治

- 第2話「一寸の虫」（2001年4月24日）（視聴率12.4%）
  - 仁三郎 - 火野正平
  - 鹿谷の伴助 - 高橋長英
  - 不動の勘右衛門 - 五味龍太郎
  - 名草の与八 - 本城丸裕
  - 袋井の富造 - 門田俊
  - 浅田祐二、虎谷綾乃、塚本加成子
  - 増島剛之、円堂耕成、丹羽美奈子
  - 船影の忠兵衛 - 高橋昌也

- 第3話「男の隠れ家」（2001年5月1日）（視聴率13.9%）
  - 清兵衛 - 小野武彦
  - お里 - 紅萬子
  - 市之助 - 多賀勝一
  - 川野良岱 - 楠年明
  - 清太郎 - 西尾塁
  - 亀屋の亭主 - 結城市朗
  - 浪人 - 加藤正記
  - 浪人 - 池田勝志
  - 浪人 - 鎌田栄治
  - 浪人 - 岡山和之
  - 玉村の弥吉 - 地井武男

- 第4話「一本饂飩」（原作：「男色一本饂飩」）（2001年5月15日）（視聴率11.0%）
  - 鳥平 - 丸岡奨詞
  - 与市 - 山西惇
  - 元助 - 芝本正
  - お静 - 酒井雅代
  - 権次 - 山田蔵
  - 嘉助 - 花上晃
  - 利平 - 田中弘史
  - 伊勢屋の番頭 - 南条好輝
  - 寺内武兵衛 - 石橋蓮司

- 第5話「闇の果て」（原作：「雪の果て」）（2001年5月22日）（視聴率13.5%）
  - おりつ - 野村真美
  - 渡辺八郎 - 岡崎二朗
  - 吉兵衛 - 樋浦勉
  - おみね - 井上ユカリ
  - お弓 - 池本愛彩
  - 浪人 - 田渕景也
  - 浪人 - 増島剛之
  - 浪人 - 太田雅之
  - 浪人 - 越中晃一
  - 藤田彦七 - 船越英一郎

※このシリーズよりステレオ制作。BSフジでの放映時は各話「額縁放送」（16:9画角の中に4:3画角が存在する）であるのと、映像マスターがSD画質である。（電子番組表EPG上では16:9 1125iの表記があるが、実際は4:3 525iである）また「次回予告」は付属しない。フジテレビ本放映当時と同じ提供バック（静止画）と音楽、「鬼平犯科帳　＝終＝」のエンド静止画もBSフジでは使われている。

## スペシャル
フジテレビ系『金曜エンタテイメント』→『金曜プレステージ』→『赤と黒のゲキジョー』→『金曜プレミアム』→『土曜プレミアム』枠での放送。
- 鬼平犯科帳スペシャル 山吹屋お勝（2005年2月8日）（視聴率15.1%）
  - お勝 - 床嶋佳子
  - 三沢仙右衛門 - 橋爪功
  - 相川彦蔵 - 嶋田久作
  - 初蔵 - 金田明夫
  - 荒川の久松 - 田中要次
  - 芳斉 - 曽我廼家文童
  - 霧の七郎 - 平泉成
  - 関宿の利八 - 吉田栄作

- 鬼平犯科帳スペシャル 兇賊（2006年2月17日）（視聴率18.5%）
  - 鷺原の九平 - 小林稔侍
  - 網切の甚五郎 - 大杉漣
  - 馬返しの与吉 - 本田博太郎
  - 野尻の虎三 - 徳井優
  - お葉 - 中原果南
  - 文挟の友吉 - 伊藤洋三郎
  - 天野彦八郎 - 神山繁
  - おもん - 若村麻由美

※地上デジタルとBSフジでの放映時 画角16:9、フィルム撮影（スーパー16mmを使用）、ハイビジョン製作。
- 鬼平犯科帳スペシャル 一本眉（2007年4月6日）（視聴率15.7%）
  - 与吉 - 山田純大
  - おみち - 大路恵美
  - 倉淵の佐喜蔵 - 遠藤憲一
  - 弥太郎 - 山崎銀之丞
  - 柳田 - 谷口高史
  - 伊助 - 上杉祥三
  - 茂の市 - 火野正平
  - 清洲の甚五郎 - 宇津井健

※地上デジタルとBSフジでの放映時 画角16:9、フィルム撮影（スーパー16mmを使用）、ハイビジョン製作。
- 鬼平犯科帳スペシャル 引き込み女（2008年10月17日）（視聴率16.4%）
  - お元 - 余貴美子
  - 伊兵衛 - 羽場裕一
  - おりく - 佐々木すみ江
  - お民 - 松金よね子
  - 磯部の万吉 - 井手らっきょ
  - お六 - 左時枝
  - 駒止の喜太郎 - 石倉三郎
  - 井上玄庵 - 七代目市川染五郎

- 鬼平犯科帳スペシャル 雨引の文五郎（2009年7月17日）（視聴率13.7%）
  - 雨引の文五郎 - 國村隼
  - おしげ - 賀来千香子
  - 落針の彦蔵 - 菅田俊
  - おきぬ - 長谷川真弓
  - 小鼠の安兵衛 - 上田耕一
  - 犬神の権三郎 - 田中健
  - 舟形の宗平 - 伊東四朗

- 鬼平犯科帳スペシャル 高萩の捨五郎（2010年6月18日）（視聴率13.9%）
  - 高萩の捨五郎 - 塩見三省
  - 八重 - 遠野なぎこ
  - お兼 - 北原佐和子
  - 籠滝の太次郎 - 若松武史
  - 鳥居松の伝吉 - 春田純一
  - 竹造 - 火野正平
  - 妙義の團右衛門 - 津川雅彦

- 鬼平犯科帳スペシャル 一寸の虫（2011年4月15日）（視聴率14.3%）
  - 密偵・仁三郎 - 寺脇康文
  - 船影の忠兵衛 - 三國連太郎
  - 同心・富田庄五郎 - 原田龍二
  - 富田幸 - 若村麻由美
  - 鹿谷の伴助 - 北見敏之
  - 袋井の富造 - 上杉祥三

- 鬼平犯科帳スペシャル 盗賊婚礼（2011年9月30日）（視聴率12.2%）
  - 傘山の弥太郎 - 七代目市川染五郎
  - 鳴海の繁蔵 - 布施博
  - お糸 - 黒川智花
  - 根津の丑松 - 鷲生功
  - お津世 - 白石美帆
  - 勘助 - 五代目中村歌六
  - 長嶋の久五郎 - 松平健

- 鬼平犯科帳スペシャル 泥鰌の和助始末（2013年1月4日）（視聴率11.3%）
  - 泥鰌の和助 - 石橋蓮司
  - おみね - 酒井美紀
  - 徳次郎 - 福士誠治
  - 喜兵衛の倅 - 梨本謙次郎
  - 不破の惣七 - 寺島進
  - 喜兵衛 - 中村敦夫

- 鬼平犯科帳スペシャル 見張りの糸（2013年5月31日）（視聴率12.4%）
  - 稲荷の金太郎 - 渡辺いっけい
  - 狢の豊蔵 - 木下ほうか
  - 戸田銀次郎 - 隆大介
  - お弓 - 柊瑠美
  - 太助 - 本田博太郎
  - 堂ヶ原の忠兵衛 - 中村嘉葎雄

- 鬼平犯科帳スペシャル 密告（2015年1月9日）（視聴率10.1%）
  - 珊瑚玉のお百 - 高島礼子（16歳の頃：瀬戸さおり）
  - 久兵衛 - 六代目柳家小さん
  - 伏屋の紋蔵 - 高橋光臣
  - 青田の文太郎 - 春田純一
  - 与茂吉 - 蟹江一平
  - 半助 ‐ 松本実
  - 横山小平次 - 西尾塁

- 鬼平犯科帳スペシャル 浅草・御厩河岸（2015年12月18日）（視聴率7.7%）
  - 海老坂の与兵衛 - 田村亮
  - 岩五郎 - 田辺誠一
  - 伏木の卯三郎 - 左とん平
  - お勝 - 小林綾子
  - 柳屋甚右衛門 - 鶴田忍
  - 常盤津文字春 - 東風万智子
  - 権助 - 仁科貴

- 鬼平犯科帳 THE FINAL 前編 五年目の客（2016年12月2日）（視聴率12.3%） /  鬼平犯科帳 THE FINAL 後編 雲竜剣（2016年12月3日）（視聴率10.9%）[4][5]
  - 石動虎太郎 - 五代目尾上菊之助[4]
  - 京極備前守 - 橋爪功[5]
  - 丹波屋源兵衛 - 平泉成（前編）[5]
  - お吉 - 若村麻由美（前編）[5]
  - 江口の音吉 - 谷原章介（前編）[5]
  - 鍵師・八日市の助次郎 - 中村嘉葎雄（後編）
  - 百足の久八 - 木下ほうか（後編）
  - 彦兵衛 - 浅田祐二（後編）
  - 円蔵 - 田井克幸（後編）
  - 佐兵衛 - 多賀勝一（前編）
  - 大沢屋嘉助 - 峰蘭太郎（前編）
  - お辰 - かとうあつき（前編）
  - 甚助 - 金山一彦（前編）
  - 三右衛門 - 小野了（後編）
  - 庄次 - 渡辺大（前編）[5]
  - 堀本伯道 - 田中泯（後編）[5]
  - 白玉売り - さだまさし（後編）

## ナレーション
- 中西龍（第1〜第8シリーズ、終盤はオープニングと予告のみで、クレジットは他のナレーターと併記）
- 仁内建之（第7・第8シリーズ）
- 能村太郎（＝能村庸一、第8シリーズ〜THE FINAL）

## テーマ音楽・オープニングとエンディング

### オープニング
- ナレーションは共通。映像は馬に乗った平蔵が市中を走り抜けるシーンや賊の群れや盗賊などを捕縛するシーンが続き、第二期からはオープニングの後半部に平蔵達盗賊改が船で川を進むシーンなどが追加された。オープニングの音楽は、勇ましいトランペットやトロンボーンなどの金管楽器を主体としつつも、電子ドラムなどの打楽器音も加えられたダイナミック感のある時代劇に即した音楽が奏でられている。なお、第1シリーズのオープニングに共通して使用されている「オープニング音楽」は第2シリーズから使用されているそれとアレンジの違いやテンポの違いなどが若干あり、第1シリーズのオープニングよりも第2シリーズからのオープニング音楽はテンポが速くなっている。

### エンディング
- 吉右衛門主演の鬼平犯科帳において印象深いものの1つに、「日本の四季折々に彩られた」中で営まれる『人々の生活の風景』をちりばめたエンディングがある。ジプシー・キングス『インスピレイション』をテーマ音楽に用い、春（桜）、夏（花火）、秋（紅葉）、冬（雪）といった日本の四季に代表されるシーンに加え、菖蒲や紫陽花等といった季節相応の花を主体とした風景、梅雨時期に見られるにわか雨模様や夏の風鈴売りや冬のそば屋台等に見られる人々の生きる営みを映像化するなど、町人文化の彩りを活き活きと表現している。このコンセプトは後に「剣客商売」のオープニングなどにも形を変えながら引き継がれた。
- また本作品では、画面中心に配されるのが主流であったエンドロール表示が、画面下部、あるいはその左右にオフセットされる形で表示される形態が採られた事が特徴である。これは、エンディングにおけるそれぞれのシーンが印象的になる効果を与えるものとなっている。盗賊改方、密偵などレギュラー出演者は画面右下、盗賊などでのゲスト出演者およびその他の出演者は画面左下にそれぞれオフセットされた形で、スタッフ他、制作者側は画面下半分を使う形で表示されるのが主となっている。
- なお通常フジテレビの社名ロゴマークは濁点が上下に連なって表記されているが、本作品に関しては左右に連なっている。

ロケ地
- 寺社・縁日/清凉寺
- 桜(または梅)・五重の塔/仁和寺
- 桜・屋形船/大覚寺（大沢池）
- 桜・運河/八幡堀/近江八幡
- 紫陽花・雨の橋/園部川摩気橋
- 風鈴売りと茶屋/今宮神社(京都市北区紫野今宮)
- 紅葉/東福寺（通天橋）

## 受賞歴
- 第8シリーズ（1998年）
  - 第17回ザテレビジョンドラマアカデミー賞
    - ザテレビジョン特別賞

## 備考
山形県では、かつて山形テレビ（YTS）がフジテレビ系列局であった時代、YTSでも同時ネットで放送されていたが、1993年4月1日に、YTSがテレビ朝日系列へネットチェンジしたことに伴い、ネットチェンジ前日（1993年3月31日）に放送された第4シリーズの第14話の「ふたり五郎蔵（スペシャル）」をもって打ち切られ、山形県では水曜20時台時代劇が一時途絶えることになった。なお、山形県では、YTSのネットチェンジ後、フジテレビ系番組の引き受け先となったTBS系列局のテレビユー山形に移行されたかどうかは不明である。また、日本テレビ系列局に一本化した山形放送（YBC）にはフジテレビの意向でネットされなかった。
その後、1997年4月1日に、さくらんぼテレビが開局したことにより、山形県でも4年ぶりに同時ネットで放送が再開されることになった。ちなみに、さくらんぼテレビ開局後に初めて放送された話は、第7シリーズ放映期間（1996年10月から翌年3月まで休止期間があった）の1997年4月16日に放送された第4話の「木の実鳥の宗八」である。
鹿児島テレビは1994年3月31日まで日本テレビ系列とフジテレビ系列のクロスネット局だったため、当枠は『クイズ世界はSHOW by ショーバイ!!』を同時ネットしていた。その後同年4月1日に鹿児島讀賣テレビの開局によりフジテレビ系列フルネット局になったため、第5シリーズの3話からネット開始。
おとき役の江戸家まねき猫は、Youtubeの小林まどか氏の対談「言霊インタビュー」(2016年）にて、鬼平の撮影現場での裏話を披露している。

## 映像ソフト
第1 - 第9シリーズ、スペシャル版などのDVDが松竹ホームビデオから発売されている。また、デアゴスティーニ・ジャパンからDVDつきマガジン「隔週刊 鬼平犯科帳 DVDコレクション」が、新潟県において先行販売を2010年5月24日に開始、全国販売が2010年9月14日に開始された。